# Bebearia mardania
Bebearia mardania är en fjärilsart som beskrevs av Fabricius 1793. Bebearia mardania ingår i släktet Bebearia och familjen praktfjärilar. Inga underarter finns listade i Catalogue of Life.